# سپیدهای فنلاند
سپیدهای فنلاند ((فنلاندی: Valkoiset, IPA: [ˈʋɑlkoi̯set]; سوئدی: De vita; روسی: Белофи́нны، آوانگاری Belofínny؛ IPA: [bʲɪɫɐˈfʲinɨ]) واژه‌ای است که برای اشاره به دولت و نیروهای سنای نسخت پر اویند سوینهوفوود به کار می‌رود که در جریان جنگ داخلی فنلاند در سال ۱۹۱۸ میلادی با نیروهای جمهوری سوسیالیستی کارگران فنلاند معروف به سرخ‌ها می‌جنگیدند.

## پیش‌زمینه
سپیدها نیروی یکدستی نبودند، بلکه تشکیلاتی از نیروهای گوناگونی بودند که می‌خواستند جلوی قدرت گرفتن کمونیسم و انقلاب کمونیستی را بگیرند تا سند حکومت ۱۷۷۲ بار دیگر توسط سنای فنلاند جاری شود. رئیس دولت موقت سپیدهای فنلاند پر اویند سوینهوفوود و فرمانده عالی نظامی آن کارل گوستاو امیل مانرهیم بود.
سپیدها از پشتیبانی لژیون فنلاندی که پیشتر در جبهه شرقی جنگ جهانی اول جنگیده بودند بهره می‌برد که در نهایت منجر به تشکیل گارد سفید (فنلاند) شد. یکی از نقاط برتری سپیدها در جنگ داخلی فنلاند پشتیبانی جنبش یاگری از آن‌ها بود. اعضا این جنبش فنلاندی‌هایی بودند که پیشتر برای شرکت در جنگ جهانی اول داوطلبانه به ارتش امپراتوری آلمان پیوسته و تجربه نظامی بسیار مناسبی را در این راه اندوخته بودند. از آنجایی که فنلاندی‌ها در امپراتوری روسیه از خدمت در خط مقدم معاف بودند، اعضای جنبش یاگری در میدان نبرد در مقایسه با دیگر فنلاندی‌ها بسیار مؤثر واقع می‌شدند.

## کارزار
هدف نخست سپیدها در جنگ داخلی اشغال ناحیه صنعتی وارکاوس بود که ۱۲۰۰ نفر از نیروهای سرخ از آن دفاع می‌کردند. پیروزی در این جنگ که به مدد سازوبرگ، سازماندهی و فرماندهی بهتر سپیدها به دست آمد موجب تسلط سپیدها بر کل شمال فنلاند شد.
در فوریه ۱۹۱۷ تمام شمال فنلاند در ردست سپیدها بود اما بیشتر شهرها و مراکز جمعیتی هنوز در اشغال سرخ‌ها قرار داشت. سپیدها که از پشتیبانی نیروهای آلمانی به فرماندهی رودیگر فون در گولتس برخوردار بودند بالاخره توانستند هلسینکی و پری را تصرف کردند و در آوریل دیگر تمام نیروهای سرخ به جمهوری فدراتیو سوسیالیستی روسیه شوروی گریخته بودند.
پس از پایان جنگ داخلی قانون اساسی فنلاند در سال ۱۹۱۹ میلادی تصویب شد و پیمان تارتو در سال ۱۹۲۰ به مخاصمات میان شوروی و فنلاند پایان داد.